# Muthig Voran
Muthig Voran ist eine Schnellpolka von Johann Strauss Sohn (op. 432). Das Werk wurde am 26. Februar 1888 im Konzertsaal des Wiener Musikvereins unter der Leitung von Eduard Strauß erstmals aufgeführt.

## Einzelnachweis
1. ↑  Quelle: Englische Version des Booklets (Seite 71) in der 52 CDs umfassenden Gesamtausgabe der Orchesterwerke von Johann Strauß (Sohn), Hrsg. Naxos (Label). Das Werk ist als zwölfter Titel auf der 25. CD zu hören.